# 시장의 맛
시장의 맛은 2012년 12월 20일부터 2013년 3월 21일까지 한국방송공사에서 방송된 텔레비전 프로그램이다.

## 기획 의도
시장의 전통과 소문난 맛 집을 투어하면서 자신이 느끼고 경험한 시장의 맛을 아주 특별한 요리로 표현하는 프로그램이다.

## 방송 회차

### 2012년
| 회차 | 방송일    | 부제                       |
| ---- | --------- | -------------------------- |
| 1    | 12월 20일 | 전라북도 전주시 신중앙시장 |
| 2    | 12월 27일 | 전라북도 군산시 공설시장   |

### 2013년
| 회차 | 방송일   | 부제                 |
| ---- | -------- | -------------------- |
| 3    | 1월 3일  | 울산 언양시장        |
| 4    | 1월 10일 | 인천 신포 국제시장   |
| 5    | 1월 17일 | 태안 서부시장        |
| 6    | 1월 24일 | 속초 관광수산시장    |
| 7    | 1월 31일 | 경기도 광주 경안시장 |
| 8    | 2월 7일  | 수원 못골시장        |
| 9    | 3월 7일  | 천안 남산 중앙시장   |
| 10   | 3월 14일 | 아산 온양온천 시장   |
| 11   | 3월 21일 | 춘천 낭만시장        |